# Helmuth Mahrer
Helmuth Mahrer (* 11. Januar 1934 in Neuallschwil; † 28. Oktober 1995 in Arlesheim, heimatberechtigt in Möhlin) war ein Schweizer bildender Künstler.

## Leben und Werk
Mahrer erlernte den Beruf des Eisenbetonzeichners und liess sich anschliessend von 1955 bis 1959 an der Allgemeinen Gewerbeschule Basel in der Grafik-Fachklasse ausbilden. Seine Lehrer waren Armin Hofmann, Theo Eble, Walter Bodmer, Fritz Rieser und Andreas Hiss. Ab 1958 war Mahrer als freischaffender Künstler tätig. Seine frühen Werke schuf er in schweren dunkeltonigen Farben. Zeitlebens war es Mahrers Anliegen, die zähe, schwere Materie der Ölfarbe in eine aquarellartige Leichtigkeit zu transformieren. Zudem arbeitete Mahler mit Aquarellfarben, Tusche und Zeichenstift.

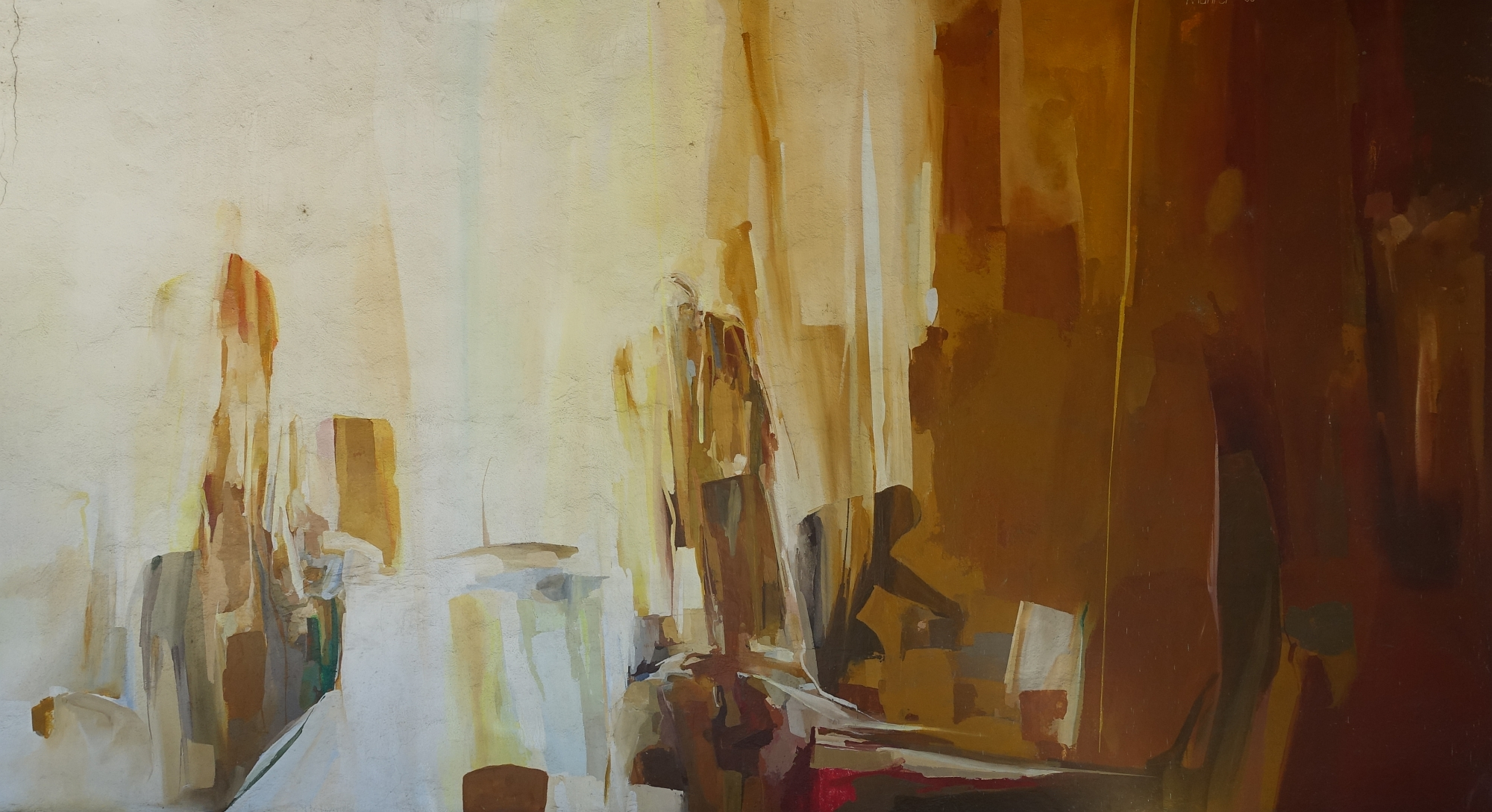
Wandbild Die Talente, Friedhof Aesch BL

Ein wichtiger Bestandteil seines Werkes besteht aus Porträts von Menschen mit interessanten Biografien. Mahrer versuchte, nicht alleine das Abbild des Porträtierten zu zeigen, sondern gleichzeitig dessen Ausstrahlung und Schaffen miteinzubeziehen.
Mahrer erhielt 1961 ein Kiefer-Hablitzel-Stipendium, 1962 das His-Stipendium des Kunstvereins Basel, 1963 ein Eidgenössisches Kunststipendium, 1965 das Stipendium der Stadt Basel und 1973 den Anerkennungspreis der Stiftung Pro Arte. Von 1963 bis 1975 war Mahrer Mitglied der GSMBA-Sektion Basel.
Mahrers Werke wurden sowohl in Einzel- als auch Gruppenausstellungen in Basel, Muttenz, Arlesheim, Zürich, Aarau, Lausanne und Neuenburg präsentiert. Mehrere grössere Ausstellungen fanden in Liestal und Basel statt. Verschiedene in Basel ansässige Firmen wie Banken, Versicherungen, der Kunstkredit Basel-Stadt, der Kunstkredit Baselland und das Kunstmuseum Basel erwarben Werke von Mahrer. Einige Werke von Mahrer sind auch im öffentlichen Raum zu sehen.
Mahrer war seit 1958 mit Esther, geborene Baur, verheiratet. Mit ihren vier Söhnen lebten sie zuletzt in der Ermitage Arlesheim. Die Galerie Eulenspiegel in Sigriswil zeigte 2014 in einer Retrospektive Werke von Helmuth Mahrer.